# Gil Cates Jr.
Gil Cates Jr. (New York, 4 ottobre 1969) è un attore e regista statunitense.
Il suo documentario del 2008, Life After Tomorrow, che ha co-prodotto e diretto con Julie Stevens, ha vinto i premi come miglior documentario e miglior regia al Phoenix Film Festival.

## Filmografia parziale

### Regista
- Spent (1999)
- The Mesmerist (2001)
- A Midsummer Night's Rave (2002)
- Joey - serie TV, 2x16 (2006)
- Life After Tomorrow, coregia con Julie Stevens - documentario (2006)
- Deal - Il Re del Poker (Deal) (2008)
- Pass the Sugar - documentario (2009)
- Lucky (2011)
- The Surface (2014)

### Attore
- Matlock - serie TV, 6x8 (1991)
- Agli ordini papà (Major Dad) - serie TV, 3x16 (1992)
- Due poliziotti a Palm Beach (Silk Stalkings) - serie TV, 1x15 (1992)
- Doogie Howser (Doogie Howser, M.D.) - serie TV, 4x14 (1993)

### Produttore
- Life After Tomorrow, regia di Gil Cates Jr. e Julie Stevens - documentario (2006)
- Jobs, regia di Joshua Michael Stern (2013)